# Stenophylax minoicus
Stenophylax minoicus là một loài Trichoptera trong họ Limnephilidae. Chúng phân bố ở miền Cổ bắc.